# Пінаєв Анатолій Олексійович
Пінаєв Анатолій Олексійович (нар. 15 жовтня 1937, Свердловськ, РСФСР, СРСР) — радянський та український вчений-правознавець, спеціаліст у галузі кримінального права. Доктор юридичних наук (1984), професор (1986). З 1987 по 1997 рік був ректором Інституту підвищення кваліфікації Генеральної прокуратури України, також працював на посаді професора в Харківському юридичному інституті, Харківському державному педагогічному університеті імені Г. С. Сковороди та Національному гірничому університеті «Дніпровська політехніка».

## Біографія
Анатолій Пінаєв народився 15 жовтня 1937 року у Свердловську. У 1960 році вступив до Харківського юридичного інституту, який закінчив через чотири роки. Під час навчання у ВНЗ в 1963 (за іншими даними — в 1964) році працював старшим слідчим в Ялтинській міській прокуратурі.
У 1966 році вступив до аспірантури рідного ВНЗ, яку закінчив за два (за іншими даними — за три) роки. У 1969 році Пінаєв під науковим керівництвом кандидата юридичних наук, доцента Л. М. Сугачова захистив дисертацію на здобуття наукового ступеня кандидата юридичних наук на тему «Відповідальність за розкрадання державного та громадського шахрайства». Офіційними опонентами на захисті дисертації виступили доктор юридичних наук, професор В. А. Володимиров та доцент Б. В. Здравомислов.
Після захисту дисертації продовжив працювати у Харківському юридичному інституті, де послідовно обіймав посади викладача, старшого викладача, доцента та професора.
1984 року в Київському державному університеті імені Т. Г. Шевченка захистив дисертацію на здобуття наукового ступеня доктора юридичних наук на тему «Проблеми подальшого вдосконалення радянського кримінального законодавства щодо відповідальності за розкрадання» (спеціальність 12.00.08). Офіційними опонентами на захисті дисертації виступили доктори юридичних наук, професори В. А. Володимиров, І. М. Даньшин та Г. А. Крігер. Відповідний науковий ступінь було йому присвоєне у тому ж році, а через два роки — вчене звання професора.
У 1987 році очолив Інститут підвищення кваліфікації Генеральної прокуратури СРСР] (з 1992 року — України). У 1991 отримав класний чин державний радник юстиції 3-го класса. Інститут підвищення кваліфікації Генпрокуратури України очолював до 1997 року. Потім якийсь час обіймав посаду старшого помічника Генерального прокурора України. У тому ж 1997 році був прийнятий на посаду професора та завідувача кафедри кримінально-правових дисциплін Інституту економіки та права Харківського державного педагогічного університету імені Г. С. Сковороди. У період з 2002 до 2017 року був професором на кафедрі кримінального права та кримінології у Національному гірничому університеті України «Дніпровська політехніка».
У 2007 році був удостоєний Срібної медалі Національного гірничого університету України «Дніпровська політехніка».